# 지아이티 (기업)
(주)지아이티는 차량 관련 커넥티비티 솔루션과 전장검사 등을 다루는 진단솔루션 기업이다.

## 연혁
- 2016.02 현대자동차그룹 계열회사 편입
- 2015.11 3000만불 수출의 탑 수상
- 2015.10 오금동 소재 신사옥 이전 -서울시 송파구 마천로 87 지아이티 빌딩
- 2013.10 2000만불 수출의 탑 수상
- 2013.08 유럽지사(GIT Europe GmbH) 설립 (독일 Frankfurt)
- 2012.03 제 46회 납세자의 날' 표창장 수상
- 2011.06 중국 지사 설립 (중국 북경)

## 사업장

### 대한민국
- 본사 - 서울시 송파구 마천로 87 지아이티 빌딩

- 공장 - 경기도 성남시 중원구 둔촌대로 400 스타우드프라자 6층

### 미국
- 미국지사 (GIT America Inc.) - 230 Commerce, Suite 190, Irvine, California 92602 USA

### 유럽
- 유럽지사 (GIT Europe GmbH) - c/o Mobis Parts Europe NV, Wilhelm-Fay-Str. 51, 65936 Frankfurt , GERMANY

### 중국
- 중국지사 (GIT Beijing Automotive Technology Inc.) - 101300,MOBIS Bumper Factory, DuYang North Street, ShunYi District, BeiJing , CHINA